# Shashi, Chongqing
Shashi (kinesiska: 沙市) är en köping i sydvästra Kina. Den ligger i Yunyang härad i storstadsområdet Chongqing, omkring 300 kilometer nordost om det centrala stadsdistriktet Yuzhong. Antalet invånare är 13 177. Befolkningen består av 6 434 kvinnor och 6 743 män. Barn under 15 år utgör 22,0 %, vuxna 15-64 år 64 %, och äldre över 65 år 13,0 %.